# Virginia Gutiérrez
Virginia Gutiérrez (Durango, 27 de novembro de 1928) é uma atriz mexicana.

## Filmografia

### Televisão
- Bajo el mismo techo (2005) .... Carmela (episódio "Viejos los Cerros")
- La otra (2002) .... Esperanza
- El privilegio de amar (1998) .... Sor Bernardina
- Huracán (1997) .... Madre Brígida
- Mujer, casos de la vida real (1995-2003) (nove episódios)
- Bajo un mismo rostro (1995) .... Esther de Zurbarán
- María Mercedes (1992) .... Doña Blanca Sáenz
- Principessa (1984)
- Vanessa (1982) .... Magda
- Chispita (1982)
- Soledad (1981) .... Carolina Pertierra
- El cielo es para todos (1979)
- Ladronzuela (1977)
- Rina (1977) .... Rosario
- Ha llegado una intrusa (1974) .... Virginia Moreno
- Aquí está Felipe Reyes (1972)
- La señora joven (1972) .... Aurorita
- Aventura (1970)
- La familia (1969)
- Lo que no fue (1969) .... Isabel
- Cynthia (1968)
- Dicha robada (1967)
- Incertidumbre (1967)
- Obsesión (1967)
- La sombra del pecado (1966)
- Vértigo (1966)
- Destino (1963)
- Abismos de amor (1961)
- La insaciable (1961)

### Cinema
- Yerma (1998) .... Rezos
- Luquita (1988)
- Vieja moralidad (1988) .... Remedios
- Lo veo y no lo creo (1977)
- El primer paso... de la mujer (1974)
- Los recuerdos del porvenir (1969)
- Los tres farsantes (1965) .... Norma
- Las troyanas (1963)

### Teatro
- La muralla china
- Tres hermanas
- Luces de bohemia
- La casa de los corazones rotos
- La mala semilla
- El canto de los grillos
- Montserrat